# Seilbahnunfall

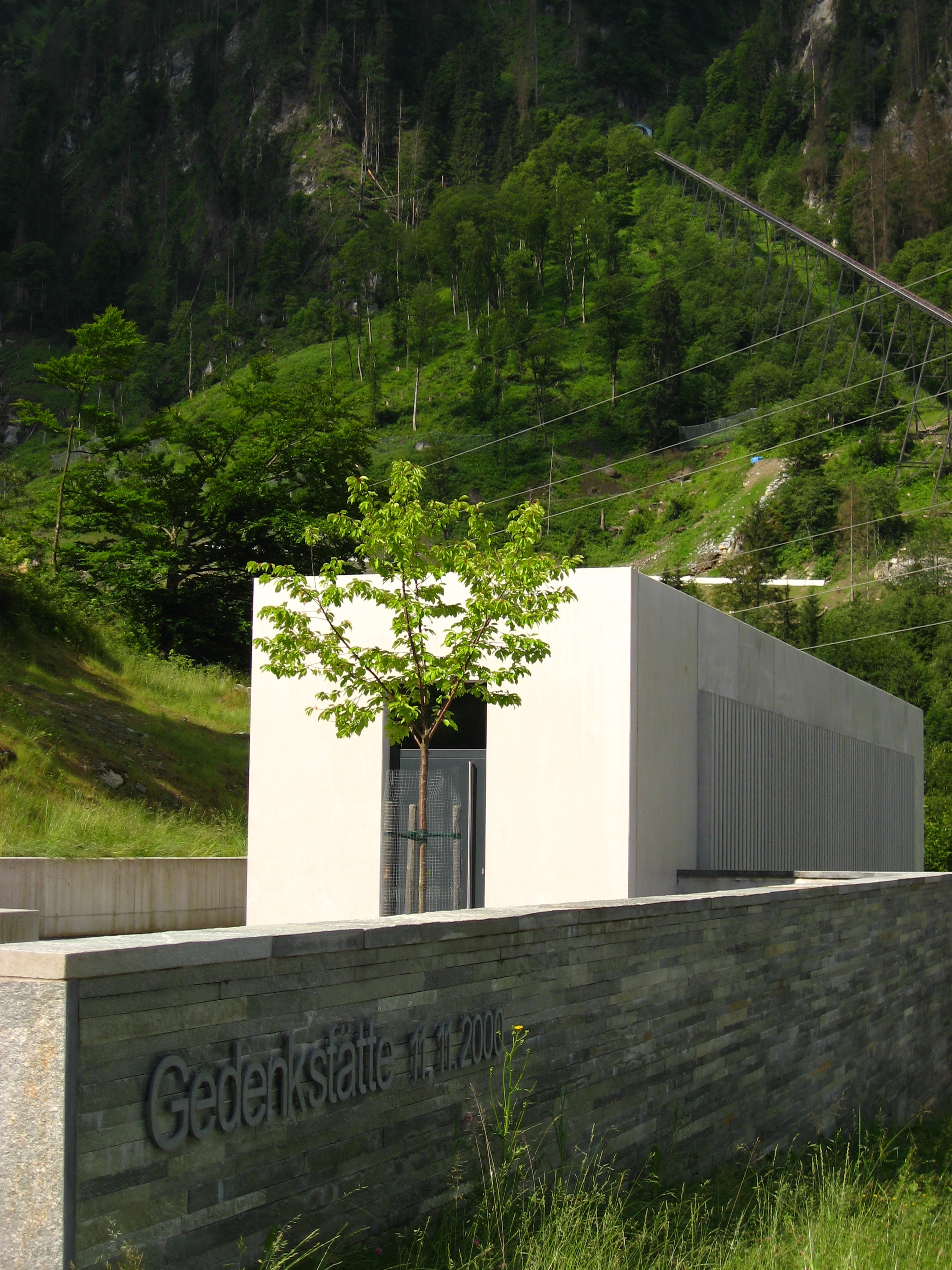
Gedenkstätte an den Seilbahnunfall bei der Talstation des Kitzsteinhorns mit der stillgelegten Gletscherbahn 2 im Hintergrund

Ein Seilbahnunfall ist ein plötzliches, unfreiwilliges und von außen einwirkendes Ereignis im Zusammenhang mit einer Seilbahn, bei dem eine oder mehrere Personen oder Sachen zu Schaden kommen.
Inwieweit Beinaheunfälle, gefährliche Vorkommnisse oder außergewöhnliche Ereignisse als Seilbahnunfälle qualifiziert werden, richtet sich nach nationalen Vorschriften.

## Sicherheit von Seilbahnen
Seilbahnen gelten aufgrund der hohen Anforderungen an Bau und Betrieb als sichere Beförderungsmittel für Personen und Sachen. Bei Seilbahnen liegt dennoch aufgrund der Bau- und Betriebsweise grundsätzlich ein Gefahrenpotential vor. Dieses wird zusätzlich durch subjektiv empfundene Ängste der Fahrgäste verstärkt, wie z. B.:
- Angst vor einem Absturz bzw. Systemversagen,
- Höhenangst,
- Gefühl des Ausgeliefertseins.

Allerdings waren nicht alle Seilbahnunglücke auf spezifische Betriebsgefahren zurückzuführen, wie die Brandkatastrophe der Gletscherbahn Kaprun 2 zeigte, welche in ähnlicher Form auch in einem anderen Verkehrsmittel möglich gewesen wäre.

### Systembedingte Erhöhung der Sicherheit
Gleichzeitig bestehen seilbahnspezifische Besonderheiten, die dafür sorgen, dass ein Gefährdungspotential durch Einwirkungen Dritter stark verringert wird, wie z. B.:
- Seilbahnen haben eine eigene Fahrbahn,
- es gibt grundsätzlich, bis auf Standseilbahnen im urbanen Bereich, keine niveaugleichen Kreuzungen,
- die Beaufsichtigung bei einer Beförderung ist umfassend und durchgängig gewährleistet.

### Systembedingte besondere Gefährdungspotentiale von bestimmten Seilbahnen
- Bei Seilbahnen im Umlaufbetrieb und Schleppliften wird bei laufender Anlage aus- bzw. eingestiegen,
- es ist eine aktive Mitwirkung des Fahrgastes bei der Beförderung erforderlich,
- bei Schleppliften ist der Fahrgast selbst das „Fahrzeug“, wodurch eine noch intensivere aktive Mitwirkung erforderlich ist.

## Personenschaden
Für einen körperlichen Personenschaden ist in der Regel zumindest eine Verletzung notwendig. Dabei wird regelmäßig nach der Schwere der Verletzung unterteilt:
- Leichte Verletzung
- Schwere Verletzung
- Tod

Bei der Einteilung, wann eine leichte oder schwere Verletzung vorliegt und wann der Tod eines Menschen noch dem Unfallereignis zuzuordnen ist, gibt es nationale Unterschiede: So kann z. B. die leichte Verletzung als solche definiert werden, die einen körperlichen Schaden nach sich zieht, aber nicht als schwere Verletzung oder Tod bezeichnet werden kann. Die schwere Verletzung z. B. als eine solche definiert werden, bei der zumindest ein Knochenbruch oder dauerhafte Schädigung eines Körperteils oder Spitalaufenthalt von mehr als einer Woche vorliegt (Österreich) oder die Amputation eines Körpergliedes nach sich zieht (Frankreich). Der einem Unfall zurechenbare Tod eines Menschen als ein solcher, bei dem das Ableben sofort oder z. B. innerhalb von zwei Wochen als Folge des Unfalls eintritt.
Der Verletzungsgrad bei Unfällen bei Seilbahnen ist von vielen Faktoren abhängig. Über viele Jahre betrachtet sind
- 78,3 % sind dabei leichte Verletzungen,
- 21,19 % schwere Verletzungen und
- 0,51 % Todesfälle.[3]

## Internationale Unfallstatistiken zu Seilbahnen
Internationale Unfallstatistiken zu Seilbahnen sind erst seit wenigen Jahren verfügbar. Inwieweit Meldungen an die zuständigen Behörden in den jeweiligen Ländern erfolgen und auch der Umfang der Meldung hat Auswirkungen auf internationale Unfallstatistiken zu Seilbahnen. Teilweise erfolgte auch bei der Internationalen Tagung der Technischen Aufsichtsbehörden (ITTAB) eine Umstellung der gemeinsam beschlossenen Vorgangsweise. Erst seit wenigen Jahren sind die zur Verfügung stehenden Unfalldaten und Erhebungen so aufgeschlüsselt, dass sie auch annähernd vergleichbar sind.
Bezüglich der Seilbahnunfälle wird in internationalen Statistiken grundsätzlich nach den drei Seilbahnen-Systemarten unterteilt, wobei jede Gliederungsebene weitere Untergliederungen beinhaltet, die national stark abweichen können.
- Standseilbahnen
- Luftseilbahnen
- Schlepplifte

Teilweise ist die Einteilung, ob ein Seilbahnunfall vorliegt oder nicht, sehr schwierig. Beispiel: Am 5. September 2005 kamen in Österreich neun Menschen zu Tode und wurden sechs schwer verletzt, als ein Betonkübel bei einem Hubschraubertransportflug auf das Förderseil einer Seilbahn abstürzte (siehe: Seilbahnunglück von Sölden). Es ist fraglich, ob es sich dabei um ein Seilbahnunglück oder aber um einen Flugunfall handelt. In der österreichischen Statistik wurde dieser Unfall als Seilbahnunglück berücksichtigt.
Bei den geschädigten Personen ist auch zu unterscheiden, ob in den nationalen Statistiken nur Unfälle von Fahrgästen einbezogen werden, oder auch solche von Seilbahnbediensteten (die teilweise als Arbeitsunfälle gelten und nicht darin aufgenommen werden).
Seilbahnen und Seilbahnunfälle umfassen auch grundsätzlich keine Förderbänder (auch: Laufband oder Teppichlift), Aufzüge oder Schrägaufzüge.
Die Eintrittswahrscheinlichkeit für einen Unfall mit schwerer Verletzung oder Todesfolge war weltweit anhand der ITTAB-Daten:
| Unfälle                                                  | 2002–2011    | 2008–2011      |
| -------------------------------------------------------- | ------------ | -------------- |
| eine schwere Verletzung bei einer Beförderungsanzahl von | 41 Millionen | 1 Milliarde    |
| ein Toter bei einer Beförderungsanzahl von               | 42 Millionen | 1,7 Milliarden |

Jahresangaben sind aufgrund einer Änderung des Erhebungsmodus der ITTAB im Zeitraum 2008 bis 2011 überschneidend.

## Unfallursachen
Aufgrund einer Statistik der Internationalen Tagung der Technischen Aufsichtsbehörden ergab sich für die Jahre 2008/2010/2011, dass 95,8 % der Seilbahnunfälle durch Eigenverschulden des Fahrgastes ausgelöst wurde, 2,7 % durch Fremdverschulden, äußere Einflüsse und nur 1,5 % durch technische Unzulänglichkeiten.
Zur Vermeidung von Seilbahnunfällen können grundsätzlich:
- technische,
- organisatorische und
- Schulungsmaßnahmen getroffen werden.

Technische Maßnahmen sind solche, bei denen Unfallursachen weitgehend durch Änderung technischer Vorgaben verhindert oder minimiert werden, z. B. durch Optimierung der Ausstiege, Ausstiegsüberwachung, Reduzierung der Stationsfahrgeschwindigkeit oder der Vergrößerung der Sesselreihenfolge bzw. -abstände etc.
Organisatorische Maßnahmen sind z. B. das Anbringen von Hinweisschildern bzw. deren Optimierung oder regelmäßige Personalschulungen sowie Unfallauswertungen und daraus resultierende Maßnahmen zur Unfallvorbeugung etc.
Schulungsmaßnahmen, wodurch der Fahrgast geschult und besser auf die Risiken und Gefahren der Beförderung hingewiesen werden, sind nur schwer umsetzbar.

## Auswirkungen von Seilbahnunfällen

### Änderung von Normen und Gesetzen
Regelmäßig führen Seilbahnunfälle dazu, dass Gesetze, Verordnungen oder Normen im Seilbahnwesen oder damit betroffenen Einrichtungen überprüft und bei Bedarf geändert werden und Betriebsanweisungen anzupassen sind. Dies wird von der Öffentlichkeit meist nicht direkt wahrgenommen.
Auf längere Sicht führen Seilbahnunfälle auch international dazu, dass unverbindliche Normen und Richtlinien ausgearbeitet werden, durch welche ein Mindeststandard erreicht werden soll.

### Vermittlungskommission
Seilbahnunglücke können insbesondere bei besonders unverständlicher Vorgangsweise der Verursacher (z. B. Cavalese 1998) oder bei Großereignissen (z. B. Seilbahnunfall von Kaprun 2000) zu langjährigen Problemen zwischen den Betreibern, den Opfern und den Hinterbliebenen führen.
In Zusammenhang mit dem Seilbahnunglück in Kaprun wurde auf Anregung des österreichischen Justizministeriums eine sogenannte Vermittlungskommission gegründet, in welcher auch Hinterbliebenenvertreter mitarbeiteten. Es war dies auch in Österreich eine einmalige Einrichtung und es wurde im Rahmen dieser Kommission eine freiwillige Entschädigungszahlung an die Hinterbliebenen vereinbart (13,9 Mio. Euro wurden von den Gletscherbahnen Kaprun, der Versicherung Generali und der Republik Österreich zur Verfügung gestellt und an die Angehörigen ausbezahlt).

### Mediale Aufarbeitung
Spektakuläre Seilbahnunfälle führen immer wieder zur medialen Aufarbeitung. So wurde z. B. in Bezug auf den Seilbahnunfall in Kaprun dieses in der achten Folge der ersten Staffel der englischsprachigen Dokumentationsserie von Sekunden vor dem Unglück behandelt, und auch die Schriftstellerin Elfriede Jelinek hat dieses Unglück zum Anlass der Aufarbeitung genommen in dem Stück In den Alpen.